# Gernot Born
Gernot Born (Dillenburg, 17 de maio de 1944 – 9 de fevereiro de 2012) foi um físico alemão.
Estudou física, matemática e química de 1963 a 1968 na Universidade de Giessen, onde obteve um diploma de físico e um doutorado em física do estado sólido. Em seguida foi docente em sua alma mater, tornando-se em 1973 Professor. Dois anos depois foi para a Universidade de Duisburg-Essen, onde foi catedrático de física e didática da física. De 1986 a 1995 foi reitor da universidade.